# 细花樱桃
细花樱桃（学名：Cerasus pusilliflora）为蔷薇科樱属的植物，为中国的特有植物。分布于中国大陆的云南等地，生长于海拔1,400米至2,000米的地区，一般生长在山谷和山地林中，目前尚未由人工引种栽培。

## 别名
细花樱（拉汉种子植物名称）